# El Durazno, San Agustín Tlaxiaca
El Durazno är en ort i Mexiko.   Den ligger i kommunen San Agustín Tlaxiaca och delstaten Hidalgo, i den sydöstra delen av landet, 80 km norr om huvudstaden Mexico City. El Durazno ligger 2 458 meter över havet och antalet invånare är 668.
Terrängen runt El Durazno är kuperad. Runt El Durazno är det ganska tätbefolkat, med 60 invånare per kvadratkilometer. Närmaste större samhälle är Pachuca de Soto, 12,7 km öster om El Durazno. Trakten runt El Durazno består till största delen av jordbruksmark.